# کوه لیل (کالیفرنیا)
کوه لیل (به انگلیسی: Mount Lyell) یک کوه در ایالات متحده آمریکا است که در شهرستان مادرا، کالیفرنیا واقع شده‌است.